# Incidente de Sakuradamon
El incidente de Sakuradamon (桜田門外の変 Sakuradamon-gai no hen?), también llamado Sakuradamon no hen (桜田門の変?) fue el asesinato de Ii Naosuke, que ejercía las funciones de tairō (大老?) de Japón, la más alta posición de asesor o consejero del shogunato Tokugawa. El asesinato ocurrió el 24 de marzo de 1860, siendo decapitado en el exterior de la Puerta Sakurada (桜田門 Sakuradamon?) del Castillo Edo. 

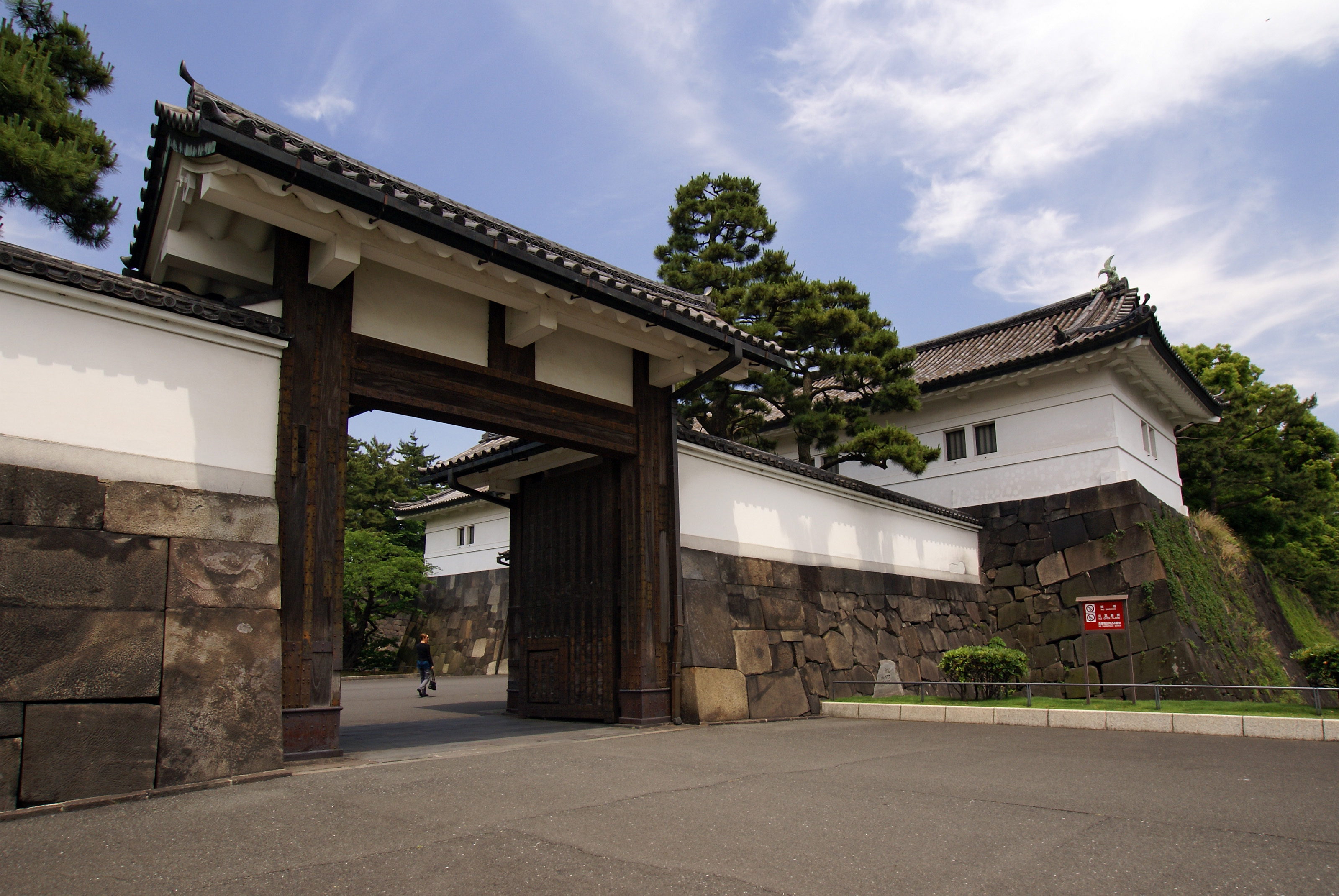
Imagen de la puerta Sakurada del Castillo Edo (hoy Palacio Imperial de Japón) donde ocurrió el incidente de Sakuradamon.

## Antecedentes

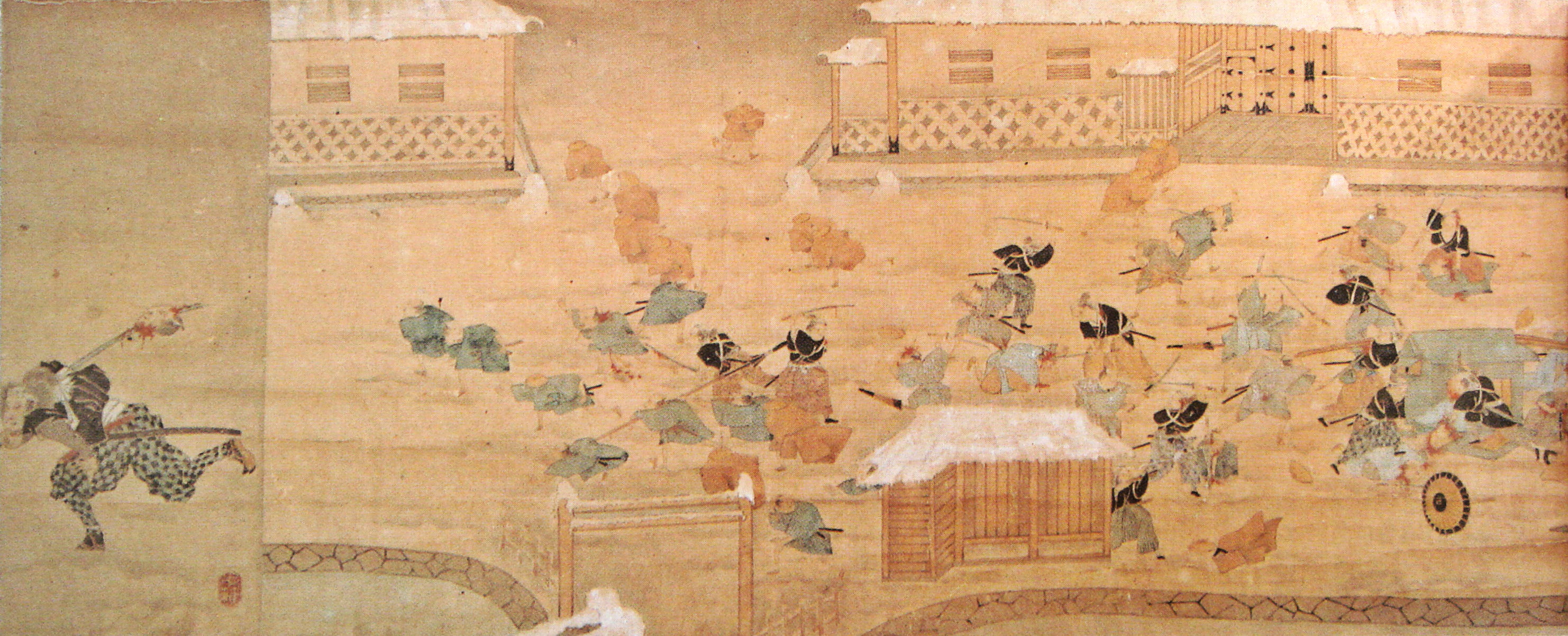
Pintura sobre el incidente de Sakuradamon.

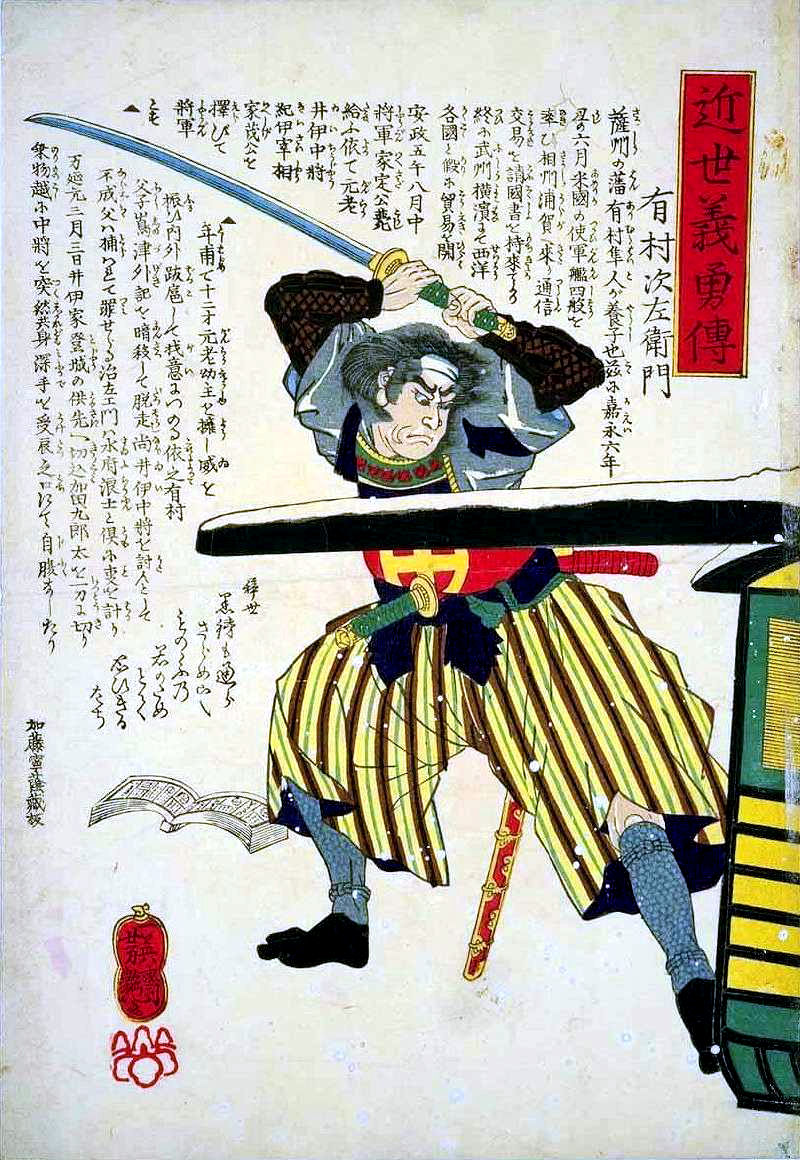
Pintura de Arimura Jisaemon, a punto de realizar la decapitación.

Ii Naosuke había firmado en 1858 el Tratado Harris (Tratado de Amistad y Comercio con los Estados Unidos), sin el consentimiento del emperador Komei, lo que provocó la ira de los activistas sonnō jōi, que repudiaban la presencia de los extranjeros en Japón, quienes causaron la apertura forzada del país en 1853. El tratado contenía la nueva relación de Japón con los Estados Unidos (posterior al Tratado de Kanagawa) y fue señalado como el principal factor que causó el asesinato de Ii Naosuke.
Ii Naosuke fue una figura destacada durante los últimos años del período Edo, conocidos esos años como Bakumatsu, y un defensor de la reapertura de Japón, después de más de 250 años de aislamiento. Fue muy criticado por la firma del Tratado Harris y por tratados similares con otros países occidentales. A partir de 1859, los puertos de Nagasaki, Hakodate y Yokohama se abrieron a comerciantes extranjeros, como consecuencia de esos tratados.
También fue criticado por el refuerzo de la autoridad del shogunato, en contra de los daimio regionales a través de la purga Ansei, donde personas fueron víctimas de la represión y se llevó a cabo un esfuerzo por sofocar la oposición a los tratados de comercio con las potencias extranjeras. Naosuke hizo enemigos fuertes también, en la disputa por la sucesión de shōgun Tokugawa Iesada quien estaba disminuido mentalmente, y por ello, forzó el retiro de sus oponentes, específicamente de los dominios de Mito, Satsuma, Saga, Owari, Tosa y Uwajima. Estas políticas generaron un fuerte sentimiento en contra del shogunato, especialmente entre los defensores de la escuela de Mito.

## Decapitación
Un total de 17 rōnin del dominio de Mito, emboscaron a Ii Naosuke, junto con Arimura Jisaemon, un samurái del dominio de Satsuma. Arimura cortó el cuello de Ii Naosuke. Los conspiradores llevaban un manifiesto, describiendo la razón de su acto.

## Consecuencias
El levantamiento contra la invasión extranjera y el asesinato de Ii Naosuke, obligó al shogunato a suavizar su postura, y a adoptar una política de compromiso llamada kōbu gattai (公武合体 Unión entre la corte imperial y el shogunato?) sugerido por los dominios de Satsuma y Mito. Ambos dominios competirían por la supremacía política en los siguientes años, y además el shogunato y la corte imperial disputarán también la supremacía política, dando como resultado final que en el año 1868 el Emperador Meiji y los genrō tomaran el control político del país.